# Житомирский государственный университет имени Ивана Франко
Житомирский государственный университет имени Ивана Франко (укр. Житомирський державний університет імені Івана Франка) — высшее учебное заведение 5-го уровня аккредитации, основанное в 1919 году.

## История

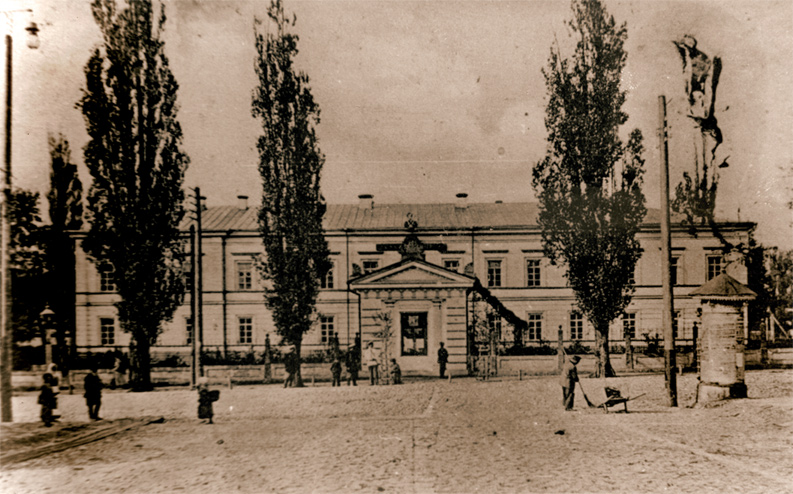
Институт в начале XX ст.

Созданный в 16 октября 1919 году как Житомирский педагогический институт, в 1926 году был переименован в Житомирский институт народного образования, получил имя Ивана Франко. Впоследствии вуз стал называться Житомирским государственным педагогическим институтом, а с 1999 года — Житомирским государственным педагогическим университетом. В 2004 году стал Житомирским государственным университетом.

## Ректоры
1. Абрамович, Петр Никандрович (1919—1920)
2. Михалевич, Николай Андроникович (декабрь 1920 — март 1922)
3. сведения отсутствуют (март 1922—1923)
4. Яневич, Михаил Васильевич (1924—1925)
5. Коник, Клим Иосифович (1925 — февраль 1928)
6. Гоца, Василий Филиппович (1928—1933)
7. Новак, Николай Григорьевич (1933 — март 1935)
8. Табакмахер, Кива Маркович (1935 — октябрь 1936)
9. Пантелеев, Алексей Севастьянович (сентябрь 1936 — август 1937)
10. Записоцкий, Дмитрий Иосифович (сентябрь 1937 — август 1938)
11. Стрельцов, Александр Андреевич (1938 — июль 1939)
12. Павловский, Антон Викторович (август 1939 — июнь 1941)
13. Чуб В. В. (1944—1945)
14. Фиалко Е. Е. (1945 — июль 1946)
15. Ковмир, Ефим Емельянович (август 1946 — август 1957)
16. Осляк, Иван Федотович (октябрь 1958 — сентябрь 1973)
17. Горностай, Пётр Сидорович (декабрь 1973—1986)
18. Кучерук, Иван Митрофанович (октябрь 1986 — май 2002)
19. Саух, Петр Юрьевич (с октябрь 2002 — июнь 2017)
20. Киричук, Галина Евгеньевна (с апреля 2018)

## Структурные подразделения университета

### Институты
- Институт иностранной филологии
- Институт педагогики
- Учебно-научный институт филологии и журналистики

### Факультеты
- Исторический факультет Деканом является Александр Жуковский
- Факультет последипломного образования и довузовской подготовки
- Естественный факультет
- Социально-психологический факультет
- Физико-математический факультет
- Факультет физического воспитания и спорта

### Библиотека

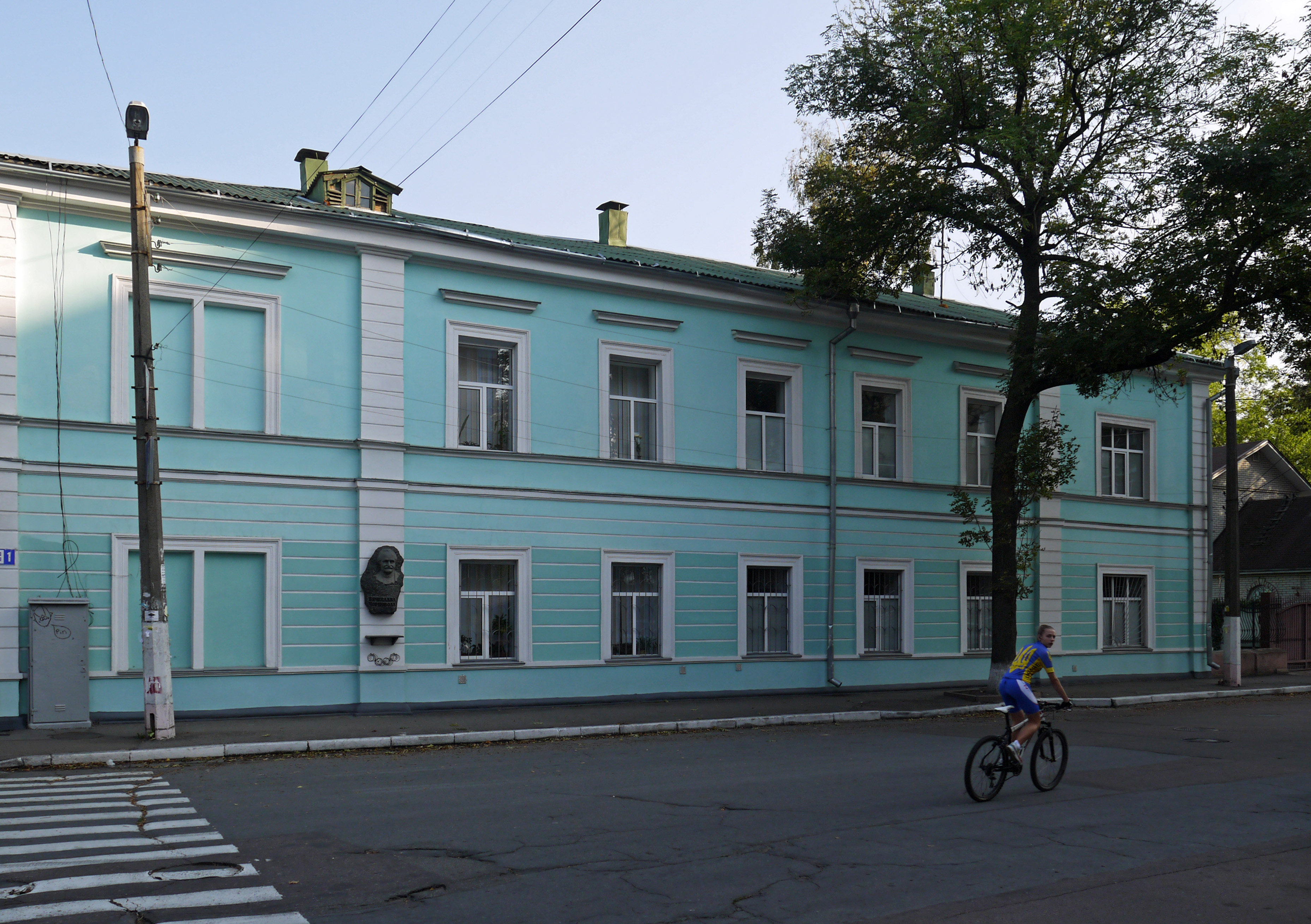
Центральный корпус библиотеки

Библиотека Житомирского государственного университета имени Ивана Франко — учебное, научное, информационное и культурно-просветительское структурное подразделение университета, основная задача которого обеспечение полного, качественного и оперативного библиотечно-библиографического и информационного обслуживания студентов, аспирантов, профессорско-преподавательского состава, сотрудников. Библиотечный фонд составляет около 470 000 экземпляров. Ежегодно библиотеку посещает более 367 тыс. читателей: преподавателей, научных работников, сотрудников, студентов и других пользователей. Им выдается около 355 тыс. книг, журналов, газет, как на бумажных так и на электронных носителях. В библиотеке ведутся электронный каталог АБИС «Ирбис» и традиционные карточные каталоги: алфавитный (служебный, читательский); систематический; периодических изданий. Электронный каталог создается с 2010 года.